# ويل رايت (دراج)
ويل رايت (بالإنجليزية: Will Wright)‏ هو دراج بريطاني، ولد في 4 يوليو 1973.